# Patrick Jansen
Patrick "Pat" Jansen (oko 1923. – 23. studenog 2003.) je bivši indijski hokejaš na travi. 
Osvojio je zlatno odličje igrajući za Indiju na hokejaškom turniru na Olimpijskim igrama 1948. u Londonu.

## Vanjske poveznice
- Profil na Database Olympics